# Heringen (Turingia)
Heringen (también llamada: Heringen/Helme para distinguirla de Heringen en Hesse) es una ciudad en el distrito de Nordhausen, en Turingia, Alemania. Está situada al borde del pequeño río Helme, 8 kilómetros al sudeste de Nordhausen. Pertenece a la Verwaltungsgemeinschaft («municipalidad colectiva») de Goldene Aue (Turingia).
Tiene un área de 20.96 km² y se encuentra a un altitud de 162 metros sobre el nivel del mar. Tiene una población de 2339 habitantes (al 31 de diciembre de 2006), con una densidad de 112 habitantes por /km².

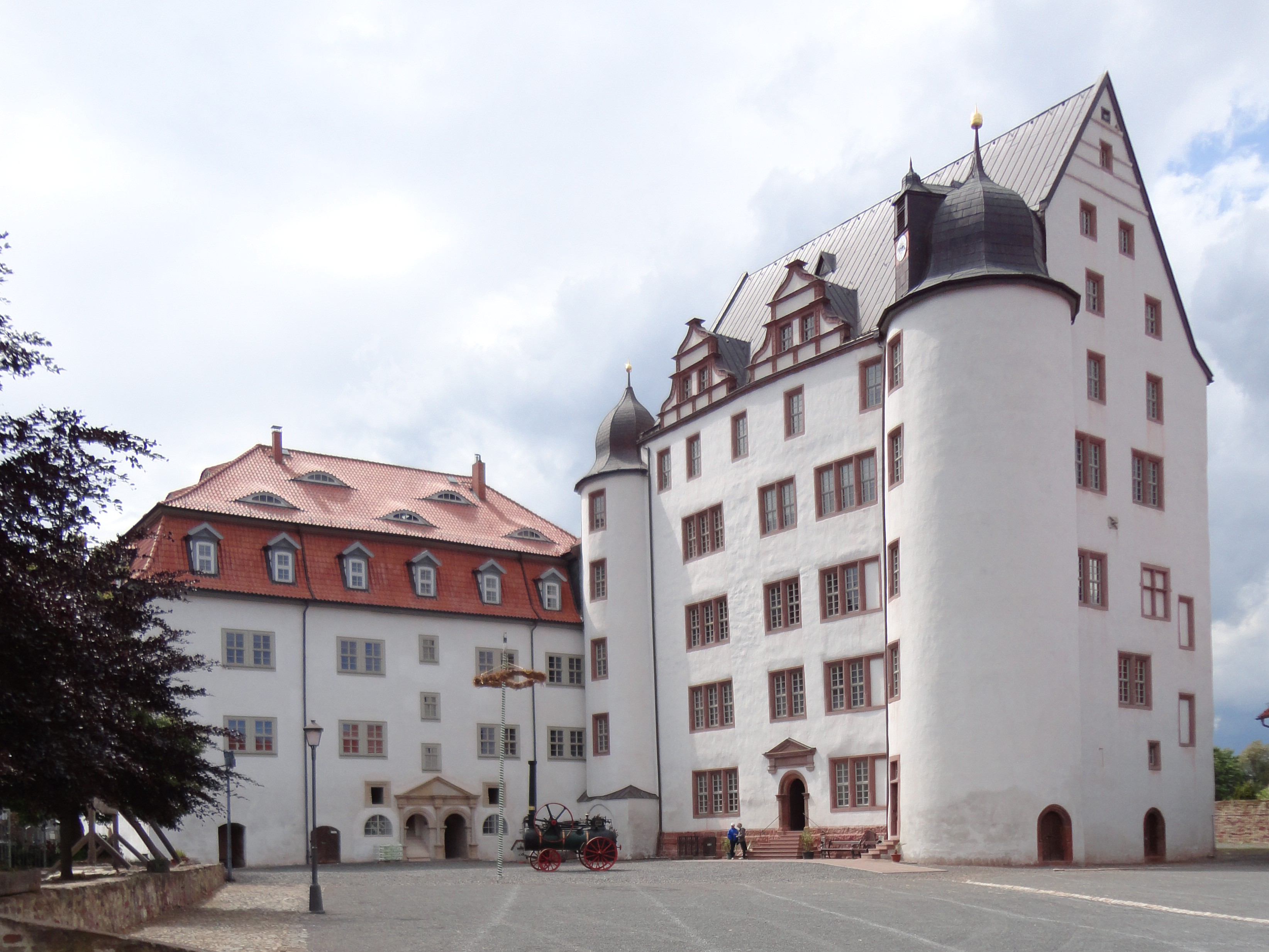
Schloss Heringen (2015)

En el año 2010 se incorporaron las aldeas y comunidades de Uthleben, Windehausen, Hamma y Auleben a la ciudad rural de Heringen (Helme). Mientras la comunidad de Windehausen se encuentra dentro de la llanura fértil del Goldene Aue (traducida: 'vega dorada'), las comunidades de Uthleben, Heringen, Hamma y Auleben se encuentran a orillas sur de dicha llanura, a pie del sistema montañosa menor del Windleite. 